# Rocío Blanco
Rocío Blanco Eguren (Córdoba, 1966) es inspectora de Trabajo y Seguridad Social y política española. Directora de la Tesorería General de la Seguridad Social en Málaga entre 2012 y 2019. Ha sido distinguida con la Orden del Mérito Policial por su lucha contra el fraude en la Seguridad Social en 2015.
Ha sido consejera de Empleo, Formación y Trabajo Autónomo de la Junta de Andalucía entre 2019 - 2022 y ha revalidado el cargo en el Gobierno Andaluz nombrado en julio de 2022.

## Biografía
Blanco Eguren es licenciada en Derecho por la Universidad de Córdoba (1989). Inspectora de Trabajo, pertenece al cuerpo de inspectores de Trabajo y Seguridad Social desde 1993. En su trayectoria profesional, en 1997 fue nombrada directora del Instituto Social de la Marina de Málaga, cargo que dejó en 2012 para dirigir la Tesorería General de la Seguridad Social en la misma provincia andaluza. Este último cometido le valió la Cruz al Mérito Policial en 2015 por sus actuaciones en la lucha contra el fraude a la Seguridad Social.
Desde 2019 desempeñó el cargo de consejera de Empleo, Formación y Trabajo Autónomo de la Junta de Andalucía, una de las carteras de Ciudadanos en el Ejecutivo Andaluz de coalición con el Partido Popular. En 2022, tras las Elecciones al Parlamento de Andalucía y la formación del nuevo Consejo de Gobierno, revalidó su cargo como consejera de Empleo, Empresas y Trabajadores Autónomos, esta vez en el Gobierno Andaluz de mayoría absoluta del PP de Moreno Bonilla.